# ジョン・ダニエルズ (野球エグゼクティブ)
ジョン・ダニエルズ（Jon Daniels 1977年8月24日 - ）は、MLB・テキサス・レンジャーズの編成本部長（2013年 - 2022年）。

## 来歴
ニューヨーク市クイーンズ区出身。子供の頃は地元ニューヨーク・メッツの大ファンであり、ボックススコアよりもトランザクション（選手らの移動記録）を先に眺めるのが習慣だったという。コーネル大学では応用経済学とビジネス管理学を専攻した。卒業後はダンキンドーナツの親会社（当時）であるアライド・ドメク社に入社した。しかし、野球への情熱は一向に衰えず、むしろMLB機構で職を見つけた大学時代のルームメイトの仕事ぶりが気になって仕方がなかったという。その後、2001年にインターンとしてコロラド・ロッキーズへ勤務していた。
2002年にはテキサス・レンジャーズ入りし、2004年から2年間はジョン・ハートGMの下、GM補佐を務めた。
2005年10月4日、上司であるハートからの進言もあってレンジャーズのGMに就任した。この時28歳と41日という若さであり、2002年にボストン・レッドソックスのGMに就任したセオ・エプスタインの28歳と331日を抜いて史上最年少のGM誕生となった。
就任初年度の2006年からは3年連続で負け越してしまう。3年契約満了後の2009年は単年契約の一発勝負だったため、成績向上の痕跡を残せなければ「更迭」の可能性が高かったが、この年は就任後初の勝ち越したシーズンとなった（87勝75敗）。翌2010年には11年ぶりに地区優勝してポストシーズン、球団初のワールドシリーズ進出を成し遂げた。さらに2011年も2年連続でリーグ優勝を果たしたが、ワールドシリーズではまたしても優勝を逸した。
2012年1月18日、ポスティングシステムを利用してメジャーリーグに挑戦を表明していたダルビッシュ有との契約を6年5600万ドル＋出来高400万ドルの総額6000万ドルの条件でまとめた。2013年3月には編成本部長に昇進した。
2015年から地区2連覇したが、2017年以降は負け越しのシーズンが続き、5年間で3度の地区最下位と低迷。2022年8月18日にレンジャーズからダニエルズの解任が発表された。
同年10月よりタンパベイ・レイズの野球運営部門のシニアアドバイザーを務めている。

## GMとしての特徴
アメリカ国内や中南米だけでなく、NPBにも目を向けており、ダルビッシュら日本人選手のみならずコルビー・ルイスやトニー・バーネットなど日本球界を経験した選手の獲得にも積極的である。ダニエルズ曰く、埋もれた存在が日本にはたくさんいると映っており、「日本人選手は、まだまだ、過小評価されている」、「日本である程度の実績を残した選手なら、即戦力として期待出来る」と語っている。